# Erik Adlerz
Erik William Adlerz (né le 23 juillet 1892 à Stockholm et mort le 8 septembre 1975 à Göteborg) est un plongeur suédois, double champion olympique de plongeon. Premier plongeur à remporter deux médailles dans les mêmes Jeux, il est introduit à l'International Swimming Hall of Fame en 1986.

## Palmarès

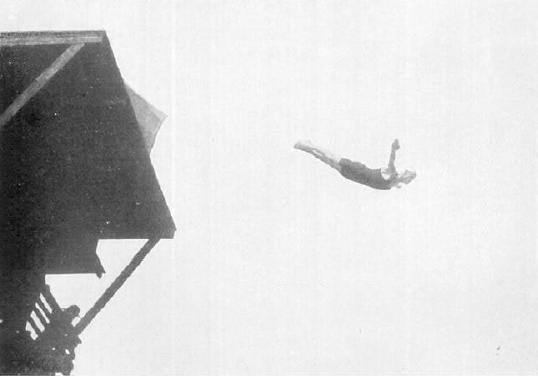
Haut vol d'Erik Adlerz aux Jeux olympiques de 1912.

| Édition        | Épreuve       | Épreuve              |
| Édition        | Haut vol 10 m | Plongeon haut simple |
| Londres 1908   | 1er tour      | -                    |
| Stockholm 1912 | Or            | Or                   |
| Anvers 1920    | Argent        | 4e                   |
| Paris 1924     | 4e            | 1er tour             |